# Západní Manyč
Západní Manyč nebo také jen Manyč (rusky Западный Маныч nebo jen Маныч) je řeka v Rostovské oblasti (horní tok je na hranici Kalmycka a Stavropolského kraje) v Rusku. Délka toku dolního toku je 219 km (resp. 420 km včetně horního toku). Povodí má rozlohu 35 400 km², z čehož 2060 zaujímají jezera, převážně slaná. Rozvodí je vedeno dohodou. Řeka protéká Kumomanyčskou propadlinou a tvoří tak hranici mezi světadíly Evropou a Asií.

## Průběh toku
Horní tok řeky nad jezerem Manyč-Gudilo začíná soutokem řek Manyč a Kalaus v místech, kde se vyskytuje bifurkace odtoku vody do Západního a Východního Manyče. Pod jménem Západní Manyč odtéká z jezera Manyč-Gudilo. Přes Nevinnomysský kanál a levý přítok Jegorlyk do něj stéká část vod řeky Kubáň. Ústí zleva do Donu.

## Vodní režim
Zdrojem vody jsou především sněhové srážky.

## Využití
Na Západním Manyči byly postaveny přehrady a za nimi vznikly vodní nádrže (Proletářská, Veselovská a Usť-Manyčská). Voda se využívá na zavlažování.